# Promikiola eubra
Promikiola eubra är en tvåvingeart som beskrevs av Jean-Jacques Kieffer och Herbst 1911. Promikiola eubra ingår i släktet Promikiola och familjen gallmyggor. Inga underarter finns listade i Catalogue of Life.